# Susanna Ramel
Susanna Ragnarsdotter Ramel, under en tid Gillgren, född Östberg den 1 april 1920 i Stockholm, död 4 april 2020 i Engelbrekts distrikt, Stockholm, var en svensk friherrinna, skådespelare, sångerska och rörelseterapeut.
Under namnet Susanna Östberg och senare Gillgren hade hon flera olika filmroller under åren 1939 till 1941. Hon medverkade senare i radioserierna Herr Hålms öden och Angantyr 1950–1951 och Föreningen För Flugighetens Främjande presenterar "Ragabangzingbom" 1951 samt i låtarna Dom små små detaljerna och Gullet (ska du komma till husse), om husse och matte som strider om sin lilla terriers gunst, vilka båda återutgivits på flera samlingsskivor.
Susanna Ramel var dotter till arkitekten Ragnar Östberg och Carin Thiel samt halvsyster till Ulla Lidman-Frostenson och dotterdotter till Ernest Thiel.  Susanna Ramel var gift med Sven Arne Gillgren 1941–1949 och därefter med Povel Ramel från 1949 till hans död 2007. Hon var mor till Carina Gillgren, Marianne Gillgren, Mikael Ramel och Lotta Ramel. Makarna Ramel är begravda på Lidingö kyrkogård.

## Filmografi
- 1939 – Skanör-Falsterbo
- 1939 – Kadettkamrater
- 1940 – Blyge Anton
- 1941 – Den ljusnande framtid
- 1942 – Livet på en pinne
- 1986 – Affären Ramel (TV-serie) (gästroll)